# Ciclismo nos Jogos Olímpicos de Verão de 2016 - Qualificatórias
Este artigo fornece detalhes sobre a fase de qualificação do ciclismo para as Olimpíadas de 2016. Para cada modalidade há um sistema específico de qualificação, definidos pela União Internacional de Ciclismo - UCI. 

## Informações
As vagas são destinadas ao Comitê Olímpico Nacional - CON ao qual pertence o atleta ou equipe que a conquistou, não pertence ao atleta.
País-sede:
- Ciclismo em pista: não tem direito a vagas diretas.
- Ciclismo de estrada: caso não obtenha qualificação, tem garantidas duas vagas masculinas e duas femininas nas corridas de estrada.
- BMX e mountain bike/BTT: tem garantida uma vaga nas duas provas.

Limites de vagas e atletas por CON:
- Ciclismo em pista: cada CON com uma equipe pode obter até vinte e três vagas, mas limitado à inscrição de no máximo 15 ciclistas (8 homens, 7 mulheres), com a possibilidade de atletas participando em mais de uma prova.

| Modalidade             | Limite de vagas | Limite de vagas | Limite de vagas | Vagas por prova | Vagas por prova | Vagas por prova |
| Modalidade             | M               | F               | Total           | M               | F               | Total           |
| ---------------------- | --------------- | --------------- | --------------- | --------------- | --------------- | --------------- |
| Ciclismo de pista      | 8*              | 7*              | 15*             | 12              | 11              | 23              |
| Velocidade             | 2               | 2               | 4               | 2               | 2               | 4               |
| Velocidade por equipe  | 1               | 1               | 2               | 3               | 2               | 5               |
| Perseguição por equipe | 1               | 1               | 2               | 4               | 4               | 8               |
| Keirin                 | 2               | 2               | 4               | 2               | 2               | 4               |
| Omnium                 | 1               | 1               | 2               | 1               | 1               | 2               |

* Existe a possibilidade de cada CON incluir até dois ciclistas adicionais, um de cada sexo, que já estejam inscritos em outra modalidade (BMX, BTT ou estrada), e aumentar para 17 vagas na modalidade.
- Ciclismo de estrada:

| Modalidade          | Vagas | Vagas | Vagas |
| Modalidade          | M     | F     | Total |
| ------------------- | ----- | ----- | ----- |
| Ciclismo de estrada | 5     | 4     | 9     |
| Corrida de estrada  | 5     | 4     | 9     |
| Contra o relógio    | 2     | 2     | 4     |

- BMX e mountain bike/BTT: cada CON pode participar com até três ciclistas no masculino e até duas no feminino, ou seja, um máximo de cinco atletas.

Participação em outras modalidades
- Ciclismo em pista e em estrada: qualquer atleta habilitado, participante dos Jogos em uma das demais modalidades de ciclismo, pode ocupar uma vaga do próprio país nesta modalidade, desde que o limite por país não tenha sido atingido.

## Ciclismo em pista
| Modalidade             | Vagas | Vagas | Atletas | Atletas | Atletas |
| Modalidade             | M     | F     | M       | F       | Total   |
| ---------------------- | ----- | ----- | ------- | ------- | ------- |
| Velocidade             | 9     | 9     | 9       | 9       | 189     |
| Velocidade por equipe  | 9     | 9     | 27      | 18      | 189     |
| Perseguição por equipe | 9     | 9     | 36      | 36      | 189     |
| Keirin                 | 9     | 9     | 9       | 9       | 189     |
| Omniun                 | 18    | 18    | 18      | 18      | 189     |

Cada CON pode incluir apenas uma única equipe em cada um dos quatro eventos da equipe.
Para as modalidades individuais, apenas os CON sem equipe classificada para a velocidade por equipe disputam uma vaga para corrida de velocidade e keirin, mas podem incluir outro atleta já inscrito para uma das outras modalidades, respeitando o limite máximo por CON e de 27 ciclistas por competição. Para o omnium classificam-se os melhores ranqueados.
Há um limite máximo de atletas por continente, em cada prova.

### Evento qualificatório
| Competição                     | Data            | Local               | Vagas |
| ------------------------------ | --------------- | ------------------- | ----- |
| Ranking olímpico UCI 2014–2016 | 6 de março 2016 | London, Reino Unido | 189   |

### Tabelas de qualificação

#### Corrida de velocidade por equipe
| Competição                     | Masculino | Masculino | Masculino | Feminino | Feminino | Feminino |
| Competição                     | Ranking   | Qualificados | Por CON   | Ranking  | Qualificados | Por CON  |
| ------------------------------ | --------- | --- | --------- | -------- | --- | -------- |
| Ranking olímpico UCI 2014-2016 | De 1 a 9  | GER Alemanha FRA França NED Países Baixos GBR Grã-Bretanha AUS Austrália NZL Nova Zelândia POL Polônia VEN Venezuela KOR Coreia do Sul | 1         | De 1 a 9 | CHN China RUS Rússia AUS Austrália GER Alemanha NED Países Baixos ESP Espanha FRA França CAN Canadá NZL Nova Zelândia | 1        |
| Total                          | 9         | 9 | 9         | 9        | 9 | 9        |

#### Corrida de velocidade individual
| Competição                              | Masculino | Masculino | Masculino | Feminino  | Feminino | Feminino |
| Competição                              | Ranking   | Qualificados | Por CON   | Ranking   | Qualificados | Por CON  |
| --------------------------------------- | --------- | --- | --------- | --------- | --- | -------- |
| Qualificados para velocidade por equipe | —         | GER Alemanha FRA França NED Países Baixos GBR Grã-Bretanha AUS Austrália NZL Nova Zelândia POL Polônia VEN Venezuela KOR Coreia do Sul | Até 2     | —         | CHN China RUS Rússia AUS Austrália GER Alemanha NED Países Baixos ESP Espanha FRA França CAN Canadá NZL Nova Zelândia   | Até 2    |
| Ranking olímpico UCI 2014-2016          | De 1 a 9* | RUS Rússia COL Colômbia CHN China CZE Chéquia TTO Trinidad e Tobago JPN Japão ESP Espanha RUS Rússia CZE Chéquia                       | 1         | De 1 a 9* | HKG Hong Kong LTU Lituânia CUB Cuba GBR Grã-Bretanha AZE Azerbaijão GBR Grã-Bretanha MAS Malásia COL Colômbia EGY Egito | Até 2    |
| Total                                   | 27        | 27 | 27        | 27        | 27 | 27       |

* Nove melhores no ranking excluindo os países classificados por equipe.

#### Keirin
| Competição                              | Masculino | Masculino | Masculino | Feminino  | Feminino | Feminino |
| Competição                              | Ranking   | Qualificados | Por CON   | Ranking   | Qualificados | Por CON  |
| --------------------------------------- | --------- | --- | --------- | --------- | --- | -------- |
| Qualificados para velocidade por equipe | —         | GER Alemanha FRA França NED Países Baixos GBR Grã-Bretanha AUS Austrália NZL Nova Zelândia POL Polônia VEN Venezuela KOR Coreia do Sul | Até 2     | —         | CHN China RUS Rússia AUS Austrália GER Alemanha NED Países Baixos ESP Espanha FRA França CAN Canadá NZL Nova Zelândia      | Até 2    |
| Ranking olímpico UCI 2014-2016          | De 1 a 9* | COL Colômbia USA Estados Unidos MAS Malásia RUS Rússia CAN Canadá JPN Japão GRE Grécia CZE Chéquia ITA Itália                          | 1         | De 1 a 9* | HKG Hong Kong KOR Coreia do Sul LTU Lituânia CUB Cuba UKR Ucrânia COL Colômbia IRL Irlanda GBR Grã-Bretanha AZE Azerbaijão | Até 2    |
| Total                                   | 27        | 27 | 27        | 27        | 27 | 27       |

* Nove melhores no ranking excluindo os países classificados por equipe.

#### Perseguição por equipe
| Competição                     | Masculino | Masculino | Masculino | Feminino | Feminino | Feminino |
| Competição                     | Ranking   | Qualificados | Por CON   | Ranking  | Qualificados | Por CON  |
| ------------------------------ | --------- | --- | --------- | -------- | --- | -------- |
| Ranking olímpico UCI 2014-2016 | De 1 a 9  | AUS Austrália GBR Grã-Bretanha NZL Nova Zelândia GER Alemanha DEN Dinamarca SUI Suíça RUS Rússia NED Países Baixos CHN China | 1         | De 1 a 9 | GBR Grã-Bretanha CAN Canadá AUS Austrália CHN China USA Estados Unidos NZL Nova Zelândia ITA Itália GER Alemanha POL Polônia | 1        |
| Total                          | 9         | 9 | 9         | 9        | 9 | 9        |

#### Omnium
| Competição                     | Masculino | Masculino | Masculino | Feminino | Feminino | Feminino |
| Competição                     | Ranking   | Qualificados | Por CON   | Ranking  | Qualificados | Por CON  |
| ------------------------------ | --------- | --- | --------- | -------- | --- | -------- |
| Ranking olímpico UCI 2014-2016 | De 1 a 18 | AUS Austrália COL Colômbia GER Alemanha ITA Itália DEN Dinamarca GBR Grã-Bretanha NZL Nova Zelândia FRA França BEL Bélgica NED Países Baixos SUI Suíça USA Estados Unidos JPN Japão BRA Brasil HKG Hong Kong KAZ Cazaquistão MEX México KOR Coreia do Sul | 1         | 1 to 18  | GBR Grã-Bretanha NED Países Baixos USA Estados Unidos BEL Bélgica AUS Austrália FRA França CUB Cuba BLR Bielorrússia DEN Dinamarca POL Polônia GER Alemanha CAN Canadá NZL Nova Zelândia CHN China HKG Hong Kong TPE Taipé Chinês VEN Venezuela JPN Japão | 1        |
| Total                          | 18        | 18 | 18        | 18       | 18 | 18       |

## Ciclismo de estrada
| Modalidade         | Atletas | Atletas | Atletas |
| Modalidade         | M       | F       | Total   |
| ------------------ | ------- | ------- | ------- |
| Corrida de estrada | 144     | 67      | 211     |
| Contra o relógio*  | 40      | 25      | 211     |

Os ciclistas classificados para a disputa contra o relógio fazem parte da cota da corrida, ou seja, podem participar das duas provas. Cada CON tem no máximo duas vagas e qualquer ciclista inscrito em uma das outras modalidades pode ficar como reserva para esta prova.

### Eventos qualificatórios
A maior quantidade de vagas para a corrida é preenchida com base no ranking masculino final de 2015 dos circuitos World Tour e respectivos circuitos continentais (Asia Tour, America Tour etc.), cada um com um número máximo de vagas por CON, que pode variar de duas a cinco (o World Tour oferece cinco vagas para os cinco primeiros e quatro vagas até o 16º colocado), e no ranking feminino final 2015-1016 dos circuitos do Women's Elite (quatro vagas para os cinco primeiros, três vagas até o 13º colocado e duas vagas até o 22º colocado).
O primeiro passo é definir a quantidade de vagas por CON, de acordo com a classificação no ranking por países. Na sequência, uma série de regras irá determinar as cotas por CON.
Masculino:
1. Cota máxima por CON: no máximo a quantidade de atletas classificados no ranking individual.
2. Qualificação no respectivo circuito continental (Continental Tours): primeiramente se preenchem as vagas com base no World Tour. As representações que atingirem a cota máxima não são consideradas nos rankings continentais.
3. Vagas adicionais: 
  - a representação que não se qualificar com base no ranking por países, pode ter apenas uma vaga com base na classificação individual no circuito mundial ou continental
  - Toda representação com pelo menos um atleta ranqueado no ranking mundial tem direito a uma vaga
  - Toda representação com pelo menos um atleta ranqueado entre os três primeiros no ranking da Oceania tem direito a uma vaga
  - Toda representação com pelo menos um atleta ranqueado entre os dez primeiros no ranking africano ou asiático tem direito a uma vaga
  - Toda representação com pelo menos um atleta ranqueado entre os vinte primeiros no ranking panamericano tem direito a uma vaga
  - Toda representação com pelo menos um atleta ranqueado entre os duzentos primeiros no ranking europeu tem direito a uma vaga

Somente CON que não tenha se qualificado através dos rankings mundial ou continental disputa a vaga nos campeonatos continentais de África, Ásia e Américas.
Feminino: toda representação com pelo menos uma atleta ranqueada entre as 100 primeiras no ranking mundial tem direito a uma vaga
| Competição                                           | Data                         | Local                        | Estrada masculino | Trial masculino | Estrada feminino | Trial feminino |
| ---------------------------------------------------- | ---------------------------- | ---------------------------- | ----------------- | --------------- | ---------------- | -------------- |
| Campeonato Continental Africano 2015 (masculino)     | 9 a 14 de fevereiro de 2015  | Wartburg, África do Sul      | 1                 |                 |                  |                |
| Campeonato Asiático de Ciclismo 2015 (masculino)     | 10 a 14 de fevereiro de 2015 | Nakhon Ratchasima, Tailândia | 1                 |                 |                  |                |
| Campeonato Continental Panamericano 2015 (masculino) | 7 a 10 de maio de 2015       | Puebla, México               | 1                 |                 |                  |                |
| Campeonato Mundial de Estrada UCI 2015               | 19 a 27 de setembro de 2015  | Richmond, EUA                |                   | 10              |                  | 10             |
| 2015 UCI World Tour                                  | 4 de outubro de 2015         |                              | 65                | 15              |                  |                |
| 2015 UCI Africa Tour                                 | Janeiro de 2016              | 9                            | 2                 |                 |                  |                |
| 2015 UCI America Tour                                | Janeiro de 2016              | 13                           | 4                 |                 |                  |                |
| 2015 UCI Asia Tour                                   | Janeiro de 2016              | 9                            | 2                 |                 |                  |                |
| 2015 UCI Europe Tour                                 | Janeiro de 2016              | 38                           | 6                 |                 |                  |                |
| 2015 UCI Oceania Tour                                | Janeiro de 2016              | 2                            | 1                 |                 |                  |                |
| Campeonato Asiático de Ciclismo 2016 (feminino)      | 19 a 24 de janeiro de 2016   | Tokyo, Japão                 |                   |                 | 2                | 2              |
| Campeonato Continental Africano 2016 (feminino)      | 22 a 26 de fevereiro de 2016 | Casablanca, Marrocos         |                   |                 | 2                | 2              |
| Campeonato Continental Panamericano 2016 (feminino)  | 26 a 28 de maio de 2016      | San Cristóbal, Venezuela     |                   |                 | 2                | 2              |
| Ranking mundial UCI 2015–2016 (feminino)             | 31 de maio de 2016           |                              |                   |                 | 62               | 15             |

### Tabela de classificação
| Masculino                              | Masculino      | Masculino                  | Masculino | Masculino                |            | Feminino                               | Feminino           | Feminino           | Feminino | Feminino |
| Competição                             | Ranking        | Qualificados               | Estrada   | Trial                    | Competição | Ranking                                | Qualificados       | Estrada            | !Trial   |          |
| -------------------------------------- | -------------- | -------------------------- | --------- | ------------------------ | ---------- | -------------------------------------- | ------------------ | ------------------ | -------- | -------- |
| País-sede                              |                | BRA Brasil                 | 2         |                          | País-sede  |                                        | BRA Brasil         | 2                  |          |          |
| Campeonato Mundial de Estrada UCI 2015 | 1º             | BLR Bielorrússia           |           | 1                        | 1          | Campeonato Mundial de Estrada UCI 2015 | 1º                 | NZL Nova Zelândia  |          | 1        |
| Campeonato Mundial de Estrada UCI 2015 | 2º             | ITA Itália                 | 1         | 2º                       | 1          | Campeonato Mundial de Estrada UCI 2015 | NED Países Baixos  | 1                  |          |          |
| Campeonato Mundial de Estrada UCI 2015 | 3º             | FRA França                 | 1         | 3º                       | 1          | Campeonato Mundial de Estrada UCI 2015 | GER Alemanha       | 1                  |          |          |
| Campeonato Mundial de Estrada UCI 2015 | 4º             | ESP Espanha                | 1         | 4º                       | 1          | Campeonato Mundial de Estrada UCI 2015 | AUS Austrália      | 1                  |          |          |
| Campeonato Mundial de Estrada UCI 2015 | 5º             | NED Países Baixos          | 1         | 5º                       | 1          | Campeonato Mundial de Estrada UCI 2015 | USA Estados Unidos | 1                  |          |          |
| Campeonato Mundial de Estrada UCI 2015 | 6º             | AUS Austrália              | 1         | 8º                       | 1          | Campeonato Mundial de Estrada UCI 2015 | BLR Bielorrússia   | 1                  |          |          |
| Campeonato Mundial de Estrada UCI 2015 | 7º             | GER Alemanha               | 1         | 9º                       | 1          | Campeonato Mundial de Estrada UCI 2015 | BEL Bélgica        | 1                  |          |          |
| Campeonato Mundial de Estrada UCI 2015 | 8º             | POL Polônia                | 1         | 13º                      | 1          | Campeonato Mundial de Estrada UCI 2015 | CAN Canadá         | 1                  |          |          |
| Campeonato Mundial de Estrada UCI 2015 | 11º            | CZE Chéquia                | 1         | 17º                      | 1          | Campeonato Mundial de Estrada UCI 2015 | SWE Suécia         | 1                  |          |          |
| Campeonato Mundial de Estrada UCI 2015 | 12º            | USA Estados Unidos         | 1         | 18º                      | 1          | Campeonato Mundial de Estrada UCI 2015 | JPN Japão          | 1                  |          |          |
| 2015 UCI World Tour                    | 1º             | ESP Espanha                | 5         | 1                        | 1          | 2016 UCI Women's Elite                 | 1º                 | NED Países Baixos  | 4        | 1        |
| 2015 UCI World Tour                    | 2º             | ITA Itália                 | 5         | 1                        | 1          | 2016 UCI Women's Elite                 | 2º                 | USA Estados Unidos | 4        | 1        |
| 2015 UCI World Tour                    | 3º             | COL Colômbia               | 5         | 1                        | 1          | 2016 UCI Women's Elite                 | 3º                 | ITA Itália         | 4        | 1        |
| 2015 UCI World Tour                    | 4º             | GBR Grã-Bretanha           | 5         | 1                        | 1          | 2016 UCI Women's Elite                 | 4º                 | AUS Austrália      | 4        | 1        |
| 2015 UCI World Tour                    | 5º             | BEL Bélgica                | 5         | 1                        | 1          | 2016 UCI Women's Elite                 | 5º                 | GER Alemanha       | 4        | 1        |
| 2015 UCI World Tour                    | 6º             | FRA França                 | 4         | 1                        | 1          | 2016 UCI Women's Elite                 | 6º                 | POL Polônia        | 3        | 1        |
| 2015 UCI World Tour                    | 7º             | NED Países Baixos          | 4         | 1                        | 1          | 2016 UCI Women's Elite                 | 7º                 | SWE Suécia         | 3        | 1        |
| 2015 UCI World Tour                    | 8º             | AUS Austrália              | 4         | 1                        | 1          | 2016 UCI Women's Elite                 | 8º                 | GBR Grã-Bretanha   | 3        | 1        |
| 2015 UCI World Tour                    | 9º             | GER Alemanha               | 4         | 1                        | 1          | 2016 UCI Women's Elite                 | 9º                 | CAN Canadá         | 3        | 1        |
| 2015 UCI World Tour                    | 10º            | NOR Noruega                | 1*        | 1                        | 1          | 2016 UCI Women's Elite                 | 10º                | BEL Bélgica        | 3        | 1        |
| 2015 UCI World Tour                    | 11º            | POL Polônia                | 3*        | 1                        | 1          | 2016 UCI Women's Elite                 | 11º                | FRA França         | 2**      | 1        |
| 2015 UCI World Tour                    | 12º            | POR Portugal               | 4         | 1                        | 1          | 2016 UCI Women's Elite                 | 12º                | RSA África do Sul  | 2**      | 1        |
| 2015 UCI World Tour                    | 13º            | CZE Chéquia                | 3*        | 1                        | 1          | 2016 UCI Women's Elite                 | 13º                | LUX Luxemburgo     | 2**      | 1        |
| 2015 UCI World Tour                    | 14º            | SLO Eslovênia              | 3*        | 1                        | 1          | 2016 UCI Women's Elite                 | 14º                | RUS Rússia         | 1**      | 1        |
| 2015 UCI World Tour                    | 15º            | SUI Suíça                  | 4         | 1                        | 1          | 2016 UCI Women's Elite                 | 15º                | UKR Ucrânia        | 1**      | 1        |
| 2015 UCI World Tour                    | Individual 16º | SVK Eslováquia             | 1         |                          | 1          | 2016 UCI Women's Elite                 | 16º                | BLR Bielorrússia   | 1**      |          |
| 2015 UCI World Tour                    | Individual 23º | LUX Luxemburgo             | 1         | 17º                      | 1          | 2016 UCI Women's Elite                 | FIN Finlândia      | 1**                |          |          |
| UCI Africa Tour                        | 1º             | MAR Marrocos               | 3         | 1                        | 1          | 2016 UCI Women's Elite                 | 18º                | CUB Cuba           | 1**      |          |
| UCI Africa Tour                        | 2º             | ALG Argélia                | 2         | 1                        | 1          | 2016 UCI Women's Elite                 | 19º                | NZL Nova Zelândia  | 1**      |          |
| UCI Africa Tour                        | 3º             | RSA África do Sul          | 1**       |                          | 1          | 2016 UCI Women's Elite                 | 20º                | MEX México         | 1**      |          |
| UCI Africa Tour                        | 4º             | ERI Eritreia               | 1**       | 21º                      | 1          | 2016 UCI Women's Elite                 | SUI Suíça          | 1**                |          |          |
| UCI Africa Tour                        | Individual 5º  | RWA Ruanda                 | 1         | 22º                      | 1          | 2016 UCI Women's Elite                 | ESP Espanha        | 1**                |          |          |
| UCI Africa Tour                        | Individual 6º  | TUN Tunísia                | 1         | Individual top 100       | 1          | 2016 UCI Women's Elite                 | TPE Taipé Chinês   | 1                  |          |          |
| UCI America Tour                       | 2º             | CAN Canadá                 | 3         | Individual top 100       | 1          | 2016 UCI Women's Elite                 | 1                  | NOR Noruega        | 1        |          |
| UCI America Tour                       | 3º             | ARG Argentina              | 3         | Individual top 100       | 1          | 2016 UCI Women's Elite                 | 1                  | BRA Brasil         | 1        |          |
| UCI America Tour                       | 4º             | VEN Venezuela              | 2**       | Individual top 100       | 1          | 2016 UCI Women's Elite                 | 1                  | AZE Azerbaijão     | 1        |          |
| UCI America Tour                       | 5º             | USA Estados Unidos         | 1**       | Individual top 100       | 1          | 2016 UCI Women's Elite                 | 1                  | THA Tailândia      | 1        |          |
| UCI America Tour                       | 7º             | CRC Costa Rica             | 1**       | Individual top 100       | 1          | 2016 UCI Women's Elite                 |                    | AUT Áustria        | 1        |          |
| UCI America Tour                       | Individual 8º  | ECU Equador                | 1         | Individual top 100       | 1          | 2016 UCI Women's Elite                 | SLO Eslovênia      |                    |          |          |
| UCI America Tour                       | Individual 11º | GUA Guatemala              | 1         | Individual top 100       | 1          | 2016 UCI Women's Elite                 | LTU Lituânia       | 1                  |          |          |
| UCI America Tour                       | Individual 9º  | CHI Chile                  | 1         | Individual top 100       | 1          | 2016 UCI Women's Elite                 | CYP Chipre         | 1                  |          |          |
| UCI Asia Tour                          | 1º             | IRI Irã                    | 3         | Individual top 100       | 1          | 2016 UCI Women's Elite                 | 1                  | ISR Israel         | 1        |          |
| UCI Asia Tour                          | 2º             | KAZ Cazaquistão            | 2         | Individual top 100       | 1          | 2016 UCI Women's Elite                 | 1                  | JPN Japão          | 1        |          |
| UCI Asia Tour                          | 3º             | JPN Japão                  | 2         | Individual top 100       | 1          | 2016 UCI Women's Elite                 |                    | CHI Chile          | 1        |          |
| UCI Asia Tour                          | 4º             | KOR Coreia do Sul          | 2         | Campeonato Africano 2016 | 1          | 1º                                     | NAM Namíbia        | 1                  |          |          |
| UCI Europe Tour                        | 16º            | UKR Ucrânia                | 3         | 1                        | 1          | Campeonato Panamericano 2016           | 5º                 | VEN Venezuela      | 1        |          |
| UCI Europe Tour                        | 15º            | SLO Eslovênia              | 1***      | 0                        | 1          | Campeonato Asiático 2016               | 1º                 | KOR Coreia do Sul  | 1        |          |
| UCI Europe Tour                        | 9º             | RUS Rússia                 | 3         | 1                        | 1          | Realocação de cota não utilizada       |                    | COL Colômbia       | 1        |          |
| UCI Europe Tour                        | 11º            | DEN Dinamarca              | 3         | 1                        | 1          | Total                                  |                    |                    | 68       | 25       |
| UCI Europe Tour                        | 5º             | NOR Noruega                | 3***      | 0                        | 1          |                                        |                    |                    |          |          |
| UCI Europe Tour                        | 12º            | POL Polônia                | 1***      | 0                        | 1          |                                        |                    |                    |          |          |
| UCI Europe Tour                        | 17º            | AUT Áustria                | 2         | 1                        | 1          |                                        |                    |                    |          |          |
| UCI Europe Tour                        | 22º            | BLR Bielorrússia           | 2         | 1                        | 1          |                                        |                    |                    |          |          |
| UCI Europe Tour                        | 29º            | TUR Turquia                | 2         | 1                        | 1          |                                        |                    |                    |          |          |
| UCI Europe Tour                        | 10º            | CZE Chéquia                | 1***      |                          | 1          |                                        |                    |                    |          |          |
| UCI Europe Tour                        | 19º            | LTU Lituânia               | 2         |                          | 1          |                                        |                    |                    |          |          |
| UCI Europe Tour                        | 21º            | EST Estônia                | 2         |                          | 1          |                                        |                    |                    |          |          |
| UCI Europe Tour                        | 20º            | IRL Irlanda                | 2         |                          | 1          |                                        |                    |                    |          |          |
| UCI Europe Tour                        | 23º            | LAT Letônia                | 2         |                          | 1          |                                        |                    |                    |          |          |
| UCI Europe Tour                        | 24º            | CRO Croácia                | 2         |                          | 1          |                                        |                    |                    |          |          |
| UCI Europe Tour                        | 27º            | SWE Suécia                 | 2         |                          | 1          |                                        |                    |                    |          |          |
| UCI Europe Tour                        | Individual 28º | AZE Azerbaijão             | 1         |                          | 1          |                                        |                    |                    |          |          |
| UCI Europe Tour                        | Individual 36º | SRB Sérvia                 | 1         |                          | 1          |                                        |                    |                    |          |          |
| UCI Europe Tour                        | Individual 35º | GRE Grécia                 | 1         |                          | 1          |                                        |                    |                    |          |          |
| UCI Europe Tour                        | Individual 32º | BUL Bulgária               | 1         |                          | 1          |                                        |                    |                    |          |          |
| UCI Europe Tour                        | Individual 30º | ROU Romênia                | 1         |                          | 1          |                                        |                    |                    |          |          |
| UCI Oceania Tour                       | 1º             | NZL Nova Zelândia          | 2         | 1                        | 1          |                                        |                    |                    |          |          |
| Campeonato Africano 2015               | 5º             | ETH Etiópia                | 1         |                          | 1          |                                        |                    |                    |          |          |
| Campeonato Africano 2015               | 18º            | NAM Namíbia                | 1         |                          | 1          |                                        |                    |                    |          |          |
| Campeonato Asiático 2015               | 2º             | UAE Emirados Árabes Unidos | 1         |                          | 1          |                                        |                    |                    |          |          |
| Campeonato Asiático 2015               | 4º             | HKG Hong Kong              | 1         |                          | 1          |                                        |                    |                    |          |          |
| Campeonato Panamericano 2015           | 3º             | MEX México                 | 1         |                          | 1          |                                        |                    |                    |          |          |
| Campeonato Panamericano 2015           | 12º            | DOM República Dominicana   | 1         |                          | 1          |                                        |                    |                    |          |          |
| Realocação de cota não utilizada       |                | PUR Porto Rico             | 1         |                          | 1          |                                        |                    |                    |          |          |
| Realocação de cota não utilizada       |                | RSA África do Sul          | 1         |                          | 1          |                                        |                    |                    |          |          |
| Realocação de cota não utilizada       |                | USA Estados Unidos         | 1         |                          | 1          |                                        |                    |                    |          |          |
| Realocação de cota não utilizada       |                | 1                          |           |                          | 1          |                                        |                    |                    |          |          |
| Total                                  |                |                            | 144       | 40                       | 1          |                                        |                    |                    |          |          |

* Cota reduzida com base no número de atletas ranqueados
** Cota reduzida para alocar cota individual
*** Cotas adicionais no circuito continental, devido à redução de suas cotas por falta de ranqueados no World Tour

## BMX
| Modalidade | Atletas | Atletas | Atletas |
| Modalidade | M       | F       | Total   |
| ---------- | ------- | ------- | ------- |
| BMX        | 32      | 16      | 48      |

A maior parte das vagas é destinada aos melhores ranqueados em um ranking olímpico de países. Os CON que não conseguirem qualificação no ranking por países podem ser qualificados através do ranking individual da UCI. Os CON ainda podem buscar as últimas vagas no Campeonato Mundial.

### Eventos qualificatórios
| Competição                         | Data                    | Local              | Masculino | Feminino |
| ---------------------------------- | ----------------------- | ------------------ | --------- | -------- |
| Campeonato Mundial de BMX UCI-2016 | 25 a 29 de maio de 2016 | Medellín, Colômbia | 3         | 2        |
| Ranking Olímpico UCI               | 31 de maio de 2016      |                    | 28        | 13       |

### Tabela de classificação
| Masculino                       | Masculino | Masculino          | Masculino |                                 | Feminino                      | Feminino           | Feminino      | Feminino |
| Competição                      | Ranking   | Qualificados       | Atletas   | Competição                      | Ranking                       | Qualificados       | Atletas       |          |
| ------------------------------- | --------- | ------------------ | --------- | ------------------------------- | ----------------------------- | ------------------ | ------------- | -------- |
| País-sede                       |           | BRA Brasil         | 0         | País-sede                       |                               | BRA Brasil         | 0             |          |
| Ranking nacional Olímpico UCI   | 1º        | USA Estados Unidos | 3         |                                 | Ranking nacional Olímpico UCI | 1º                 | AUS Austrália | 2        |
| Ranking nacional Olímpico UCI   | 2º        | NED Países Baixos  | 3         | 2º                              | Ranking nacional Olímpico UCI | USA Estados Unidos | 2             |          |
| Ranking nacional Olímpico UCI   | 3º        | AUS Austrália      | 3         | 3º                              | Ranking nacional Olímpico UCI | NED Países Baixos  | 2             |          |
| Ranking nacional Olímpico UCI   | 4º        | FRA França         | 3         | 4º                              | Ranking nacional Olímpico UCI | COL Colômbia       | 1             |          |
| Ranking nacional Olímpico UCI   | 5º        | GBR Grã-Bretanha   | 2         | 5º                              | Ranking nacional Olímpico UCI | FRA França         | 1             |          |
| Ranking nacional Olímpico UCI   | 6º        | LAT Letônia        | 2         | 6º                              | Ranking nacional Olímpico UCI | VEN Venezuela      | 1             |          |
| Ranking nacional Olímpico UCI   | 7º        | COL Colômbia       | 2         | 7º                              | Ranking nacional Olímpico UCI | RUS Rússia         | 1             |          |
| Ranking nacional Olímpico UCI   | 8º        | ARG Argentina      | 1         | Ranking individual UCI          | 5º                            | BEL Bélgica        | 1             |          |
| Ranking nacional Olímpico UCI   | 9º        | SUI Suíça          | 1         | Ranking individual UCI          | 8º                            | DEN Dinamarca      | 1             |          |
| Ranking nacional Olímpico UCI   | 10º       | CAN Canadá         | 1         | Ranking individual UCI          | 10º                           | ARG Argentina      | 1             |          |
| Ranking nacional Olímpico UCI   | 11º       | NZL Nova Zelândia  | 1         | Campeonato Mundial BMX UCI 2016 | 12º                           | GER Alemanha       | 1             |          |
| Ranking nacional Olímpico UCI   | 12º       | BRA Brasil         | 1         | Campeonato Mundial BMX UCI 2016 | 15º                           | BRA Brasil         | 1             |          |
| Ranking nacional Olímpico UCI   | 13º       | JPN Japão          | 1         | Realocação de cota não usada    |                               | THA Tailândia      | 1             |          |
| Ranking individual UCI          | 22º       | ECU Equador        | 1         | Total                           | 16                            | 16                 | 16            |          |
| Ranking individual UCI          | 26º       | RUS Rússia         | 1         |                                 |                               |                    |               |          |
| Ranking individual UCI          | 35º       | GER Alemanha       | 1         |                                 |                               |                    |               |          |
| Ranking individual UCI          | 37º       | NOR Noruega        | 1         |                                 |                               |                    |               |          |
| Campeonato Mundial BMX UCI 2016 | 32º       | VEN Venezuela      | 1         |                                 |                               |                    |               |          |
| Campeonato Mundial BMX UCI 2016 | 37º       | RSA África do Sul  | 1         |                                 |                               |                    |               |          |
| Campeonato Mundial BMX UCI 2016 | 42º       | DEN Dinamarca      | 1         |                                 |                               |                    |               |          |
| Realocação de cota não usada    |           | INA Indonésia      | 1         |                                 |                               |                    |               |          |
| Total                           | 32        | 32                 | 32        |                                 |                               |                    |               |          |

## Mountain bike/BTT
| Modalidade    | Atletas | Atletas | Atletas |
| Modalidade    | M       | F       | Total   |
| ------------- | ------- | ------- | ------- |
| Cross country | 50      | 30      | 80      |

A maior parte das vagas é destinada aos melhores ranqueados em um ranking olímpico de países. Os CON que não conseguirem qualificação no ranking por países disputam um vaga nos campeonatos continentais, exceto Europa. Os CON ainda podem buscar as últimas vagas no Campeonato Mundial.

### Eventos qualificatórios
| Competição                               | Data                         | Local                | Masculino | Feminino |
| ---------------------------------------- | ---------------------------- | -------------------- | --------- | -------- |
| Campeonato Continental da Oceania 2015   | 26 a 27 de fevereiro de 2015 | Toowoomba, Austrália | 1         | 1        |
| Campeonato Continental Panamericano 2015 | 27 a 29 de março de 2015     | Cota, Colômbia       | 2         | 1        |
| Campeonato Continental Africano 2015     | 5 a 10 de maio de 2015       | Musanze, Ruanda      | 2         | 1        |
| Campeonato Asiático de Ciclismo 2015     | 12 a 16 de agosto de 2015    | Melaka, Malásia      | 2         | 1        |
| Ranking olímpico UCI                     | 25 de maio de 2016           |                      | 42        | 25       |

### Tabela de classificação
| Masculino                     | Masculino | Masculino          | Masculino |                              | Feminino                      | Feminino           | Feminino  | Feminino |
| Competição                    | Ranking   | Qualificados       | Atletas   | Competição                   | Ranking                       | Qualificados       | Atletas   |          |
| ----------------------------- | --------- | ------------------ | --------- | ---------------------------- | ----------------------------- | ------------------ | --------- | -------- |
| País-sede                     |           | BRA Brasil         | 0         | País-sede                    |                               | BRA Brasil         | 0         |          |
| Ranking nacional Olímpico UCI | 1º        | SUI Suíça          | 3         |                              | Ranking nacional Olímpico UCI | 1º                 | SUI Suíça | 2        |
| Ranking nacional Olímpico UCI | 2º        | FRA França         | 3         | 2º                           | Ranking nacional Olímpico UCI | GER Alemanha       | 2         |          |
| Ranking nacional Olímpico UCI | 3º        | ESP Espanha        | 3         | 3º                           | Ranking nacional Olímpico UCI | CAN Canadá         | 2         |          |
| Ranking nacional Olímpico UCI | 4º        | CZE Chéquia        | 3         | 4º                           | Ranking nacional Olímpico UCI | FRA França         | 2         |          |
| Ranking nacional Olímpico UCI | 5º        | ITA Itália         | 3         | 5º                           | Ranking nacional Olímpico UCI | USA Estados Unidos | 2         |          |
| Ranking nacional Olímpico UCI | 6º        | GER Alemanha       | 2         | 6º                           | Ranking nacional Olímpico UCI | SLO Eslovênia      | 2         |          |
| Ranking nacional Olímpico UCI | 7º        | NED Países Baixos  | 2         | 7º                           | Ranking nacional Olímpico UCI | POL Polônia        | 2         |          |
| Ranking nacional Olímpico UCI | 8º        | AUS Austrália      | 2         | 8º                           | Ranking nacional Olímpico UCI | UKR Ucrânia        | 2         |          |
| Ranking nacional Olímpico UCI | 9º        | BEL Bélgica        | 2         | 9º                           | Ranking nacional Olímpico UCI | RUS Rússia         | 1         |          |
| Ranking nacional Olímpico UCI | 10º       | CAN Canadá         | 2         | 10º                          | Ranking nacional Olímpico UCI | NOR Noruega        | 1         |          |
| Ranking nacional Olímpico UCI | 11º       | POR Portugal       | 2         | 11º                          | Ranking nacional Olímpico UCI | DEN Dinamarca      | 1         |          |
| Ranking nacional Olímpico UCI | 12º       | RSA África do Sul  | 2         | 12º                          | Ranking nacional Olímpico UCI | BEL Bélgica        | 1         |          |
| Ranking nacional Olímpico UCI | 13º       | BRA Brasil         | 2         | 13º                          | Ranking nacional Olímpico UCI | BRA Brasil         | 1         |          |
| Ranking nacional Olímpico UCI | 14º       | AUT Áustria        | 1         | 14º                          | Ranking nacional Olímpico UCI | ITA Itália         | 1         |          |
| Ranking nacional Olímpico UCI | 15º       | SVK Eslováquia     | 1         | 15º                          | Ranking nacional Olímpico UCI | AUS Austrália      | 1         |          |
| Ranking nacional Olímpico UCI | 16º       | USA Estados Unidos | 1         | 16º                          | Ranking nacional Olímpico UCI | SWE Suécia         | 1         |          |
| Ranking nacional Olímpico UCI | 17º       | ARG Argentina      | 1         | 17º                          | Ranking nacional Olímpico UCI | SRB Sérvia         | 1         |          |
| Ranking nacional Olímpico UCI | 18º       | NZL Nova Zelândia  | 1         | 18º                          | Ranking nacional Olímpico UCI | CZE Chéquia        | 1         |          |
| Ranking nacional Olímpico UCI | 19º       | DEN Dinamarca      | 1         | 19º                          | Ranking nacional Olímpico UCI | NED Países Baixos* | 1         |          |
| Ranking nacional Olímpico UCI | 20º       | SWE Suécia         | 1         | Campeonato Africano 2015     | 1º                            | RSA África do Sul1 | 1         |          |
| Ranking nacional Olímpico UCI | 21º       | GRE Grécia         | 1         | Campeonato Africano 2015     | 3º                            | NAM Namíbia        | 1         |          |
| Ranking nacional Olímpico UCI | 22º       | ISR Israel         | 1         | Campeonato Panamericano 2015 | 1º                            | MEX México         | 1         |          |
| Ranking nacional Olímpico UCI | 23º       | JPN Japão          | 1         | Campeonato Asiático 2015     | 1º                            | CHN China          | 1         |          |
| Ranking nacional Olímpico UCI | 24º       | HUN Hungria        | 2º        | Campeonato da Oceania 2015   | 2º                            | NZL Nova Zelândia  | 1         |          |
| Ranking nacional Olímpico UCI | 25º       | RUS Rússia         | 1         | Total                        | 30                            | 30                 | 30        |          |
| Campeonato Africano 2015      | 6º        | MRI Maurício       | 1         |                              |                               |                    |           |          |
| Campeonato Africano 2015      | 8º        | RWA Ruanda         | 1         |                              |                               |                    |           |          |
| Campeonato Panamericano 2015  | 2º        | COL Colômbia       | 1         |                              |                               |                    |           |          |
| Campeonato Panamericano 2015  | 7º        | CRC Costa Rica     | 1         |                              |                               |                    |           |          |
| Campeonato Asiático 2015      | 2º        | CHN China          | 1         |                              |                               |                    |           |          |
| Campeonato Asiático 2015      | 3º        | HKG Hong Kong      | 1         |                              |                               |                    |           |          |
| Campeonato da Oceania 2015    |           | GUM Guam           | 1         |                              |                               |                    |           |          |
| Total                         | 50        | 50                 | 50        |                              |                               |                    |           |          |

↑1  – Apesar da África do Sul ter vencido os campeonatos africanos, um acordo entre o Comitê Olímpico Nacional e o COI determinou que o resultado da competição não é válido para a África do Sul.

## Resumo
| País                       | Estrada | Estrada | Estrada | Estrada | Pista | Pista | Pista | Pista | Pista | Pista | Pista | Pista | Pista | Pista | BTT | BTT | BMX | BMX | Total | Total |
| País                       | M       | M       | F       | F       | M     | M     | M     | M     | M     | F     | F     | F     | F     | F     | M   | F   | M   | F   | C     | A     |
| País                       | E       | CR      | E       | CR      | VE    | K     | V     | P     | O     | VE    | K     | V     | P     | O     | M   | F   | M   | F   | C     | A     |
| -------------------------- | ------- | ------- | ------- | ------- | ----- | ----- | ----- | ----- | ----- | ----- | ----- | ----- | ----- | ----- | --- | --- | --- | --- | ----- | ----- |
| ALG Argélia                | 2       | 1       |         |         |       |       |       |       |       |       |       |       |       |       |     |     |     |     | 3     | 2     |
| ARG Argentina              | 3       | 1       |         |         |       |       |       |       |       |       |       |       |       |       | 1   |     | 1   | 1   | 7     | 6     |
| AUS Austrália              | 4       | 2       | 4       | 2       | X     | 2     | 2     | X     | X     | X     | 2     | 2     | X     | X     | 2   | 1   | 3   | 2   | 34    | 31    |
| AUT Áustria                | 2       | 1       | 1       |         |       |       |       |       |       |       |       |       |       |       | 1   |     |     |     | 5     | 4     |
| AZE Azerbaijão             | 1       |         | 1       |         |       |       |       |       |       |       | 1     | 1     |       |       |     |     |     |     | 4     | 3     |
| BLR Bielorrússia           | 2       | 2       | 1       | 1       |       |       |       |       |       |       |       |       |       | X     |     |     |     |     | 7     | 4     |
| BEL Bélgica                | 5       | 2       | 3       | 2       |       |       |       |       | X     |       |       |       |       | X     | 2   | 1   |     | 1   | 18    | 14    |
| BRA Brasil                 | 2       |         | 2       |         |       |       |       |       | X     |       |       |       |       |       | 2   | 1   | 1   | 1   | 10    | 10    |
| BUL Bulgária               | 1       |         |         |         |       |       |       |       |       |       |       |       |       |       |     |     |     |     | 1     | 1     |
| CAN Canadá                 | 3       | 1       | 3       | 2       |       | 1     |       |       |       | X     | 2     | 2     | X     | X     | 2   | 2   | 1   |     | 22    | 19    |
| CHI Chile                  | 1       |         | 1       |         |       |       |       |       |       |       |       |       |       |       |     |     |     |     | 2     | 2     |
| CHN China                  |         |         |         |         |       |       | 1     | X     |       | X     | 2     | 2     | X     | X     | 1   | 1   |     |     | 11    | 14    |
| COL Colômbia               | 5       | 1       | 1       |         |       | 1     | 1     |       | X     |       | 1     | 1     |       |       | 1   |     | 2   | 1   | 16    | 15    |
| CRC Costa Rica             | 1       |         |         |         |       |       |       |       |       |       |       |       |       |       | 1   |     |     |     | 2     | 2     |
| CRO Croácia                | 2       |         |         |         |       |       |       |       |       |       |       |       |       |       |     |     |     |     | 2     | 2     |
| CUB Cuba                   |         |         | 1       |         |       |       |       |       |       |       | 1     | 1     |       | X     |     |     |     |     | 4     | 3     |
| CYP Chipre                 |         |         | 1       |         |       |       |       |       |       |       |       |       |       |       |     |     |     |     | 1     | 1     |
| CZE Chéquia                | 4       | 2       |         | 1       |       | 1     | 2     |       |       |       |       |       |       |       | 3   | 1   |     |     | 14    | 12    |
| DEN Dinamarca              | 3       | 1       |         |         |       |       |       | X     | X     |       |       |       |       | X     | 1   | 1   | 1   | 1   | 11    | 13    |
| DOM República Dominicana   | 1       |         |         |         |       |       |       |       |       |       |       |       |       |       |     |     |     |     | 1     | 1     |
| ECU Equador                | 1       |         |         |         |       |       |       |       |       |       |       |       |       |       |     |     | 1   |     | 2     | 2     |
| EGY Egito                  |         |         |         |         |       |       |       |       |       |       |       | 1     |       |       |     |     |     |     | 1     | 1     |
| ERI Eritreia               | 1       |         |         |         |       |       |       |       |       |       |       |       |       |       |     |     |     |     | 1     | 1     |
| EST Estônia                | 2       |         |         |         |       |       |       |       |       |       |       |       |       |       |     |     |     |     | 2     | 2     |
| ETH Etiópia                | 1       |         |         |         |       |       |       |       |       |       |       |       |       |       |     |     |     |     | 1     | 1     |
| FIN Finlândia              |         |         | 1       |         |       |       |       |       |       |       |       |       |       |       |     |     |     |     | 1     | 1     |
| FRA França                 | 4       | 2       | 2       | 1       | X     | 2     | 2     |       | X     | X     | 2     | 2     |       | X     | 3   | 2   | 3   | 1   | 30    | 22    |
| GER Alemanha               | 4       | 2       | 4       | 2       | X     | 2     | 2     | X     | X     | X     | 2     | 2     | X     | X     | 2   | 2   | 1   | 1   | 32    | 29    |
| GBR Grã-Bretanha           | 5       | 1       | 3       | 1       | X     | 2     | 2     | X     | X     |       | 1     | 2     | X     | X     |     |     | 2   |     | 23    | 25    |
| GRE Grécia                 | 1       |         |         |         |       | 1     |       |       |       |       |       |       |       |       | 1   |     |     |     | 3     | 3     |
| GUM Guam                   |         |         |         |         |       |       |       |       |       |       |       |       |       |       | 1   |     |     |     | 1     | 1     |
| GUA Guatemala              | 1       |         |         |         |       |       |       |       |       |       |       |       |       |       |     |     |     |     | 1     | 1     |
| HKG Hong Kong              | 1       |         |         |         |       |       |       |       | X     |       | 1     | 1     |       | X     | 1   |     |     |     | 6     | 5     |
| HUN Hungria                |         |         |         |         |       |       |       |       |       |       |       |       |       |       | 1   |     |     |     | 1     | 1     |
| INA Indonésia              |         |         |         |         |       |       |       |       |       |       |       |       |       |       |     |     | 1   |     | 1     | 1     |
| IRI Irã                    | 3       | 1       |         |         |       |       |       |       |       |       |       |       |       |       |     |     |     |     | 4     | 3     |
| IRL Irlanda                | 2       |         |         |         |       |       |       |       |       |       | 1     |       |       |       |     |     |     |     | 3     | 3     |
| ISR Israel                 |         |         | 1       |         |       |       |       |       |       |       |       |       |       |       | 1   |     |     |     | 2     | 2     |
| ITA Itália                 | 5       | 2       | 4       | 1       |       | 1     |       |       | X     |       |       |       | X     |       | 3   | 1   |     |     | 19    | 19    |
| JPN Japão                  | 2       |         | 1       | 1       |       | 1     | 1     |       | X     |       |       |       |       | X     | 1   |     | 1   |     | 10    | 9     |
| KAZ Cazaquistão            | 2       | 1       |         |         |       |       |       |       | X     |       |       |       |       |       |     |     |     |     | 4     | 3     |
| LAT Letônia                | 2       |         |         |         |       |       |       |       |       |       |       |       |       |       |     |     | 2   |     | 4     | 4     |
| LTU Lituânia               | 2       |         | 1       |         |       |       |       |       |       |       | 1     | 1     |       |       |     |     |     |     | 5     | 4     |
| LUX Luxemburgo             | 1       |         | 2       | 1       |       |       |       |       |       |       |       |       |       |       |     |     |     |     | 4     | 3     |
| MAS Malásia                |         |         |         |         |       | 1     |       |       |       |       |       | 1     |       |       |     |     |     |     | 2     | 2     |
| MRI Maurício               |         |         |         |         |       |       |       |       |       |       |       |       |       |       | 1   |     |     |     | 1     | 1     |
| MEX México                 | 1       |         | 1       |         |       |       |       |       | X     |       |       |       |       |       |     | 1   |     |     | 4     | 4     |
| MAR Marrocos               | 3       | 1       |         |         |       |       |       |       |       |       |       |       |       |       |     |     |     |     | 4     | 3     |
| NAM Namíbia                | 1       |         | 1       |         |       |       |       |       |       |       |       |       |       |       |     | 1   |     |     | 3     | 3     |
| NED Países Baixos          | 4       | 2       | 4       | 2       | X     | 2     | 2     | X     | X     | X     | 2     | 2     |       | X     | 2   |     | 3   | 2   | 32    | 26    |
| NZL Nova Zelândia          | 2       | 1       | 1       | 1       | X     | 2     | 2     | X     | X     | X     | 2     | 2     | X     | X     | 1   | 1   | 1   |     | 21    | 20    |
| NOR Noruega                | 4       | 1       | 1       |         |       |       |       |       |       |       |       |       |       |       |     | 1   | 1   |     | 8     | 7     |
| POL Polônia                | 4       | 2       | 3       | 1       | X     | 2     | 2     |       |       |       |       |       | X     | X     |     | 2   |     |     | 19    | 17    |
| POR Portugal               | 4       | 1       |         |         |       |       |       |       |       |       |       |       |       |       | 2   |     |     |     | 7     | 6     |
| PUR Porto Rico             | 1       |         |         |         |       |       |       |       |       |       |       |       |       |       |     |     |     |     | 1     | 1     |
| ROU Romênia                | 1       |         |         |         |       |       |       |       |       |       |       |       |       |       |     |     |     |     | 1     | 1     |
| RUS Rússia                 | 3       | 1       | 1       | 1       |       | 1     | 2     | X     |       | X     | 2     | 2     |       |       | 1   | 1   | 1   | 1   | 19    | 16    |
| RWA Ruanda                 | 1       |         |         |         |       |       |       |       |       |       |       |       |       |       | 1   |     |     |     | 2     | 2     |
| SRB Sérvia                 | 1       |         |         |         |       |       |       |       |       |       |       |       |       |       |     | 1   |     |     | 2     | 2     |
| SVK Eslováquia             | 1       |         |         |         |       |       |       |       |       |       |       |       |       |       | 1   |     |     |     | 2     | 2     |
| SLO Eslovênia              | 4       | 1       | 1       |         |       |       |       |       |       |       |       |       |       |       |     | 2   |     |     | 8     | 7     |
| RSA África do Sul          | 2       |         | 2       | 1       |       |       |       |       |       |       |       |       |       |       | 2   |     | 1   |     | 8     | 7     |
| KOR Coreia do Sul          | 2       |         | 1       |         | X     | 2     | 2     |       | X     |       | 1     |       |       |       |     |     |     |     | 10    | 8     |
| ESP Espanha                | 5       | 2       | 1       |         |       |       | 1     |       |       | X     | 2     | 2     |       |       | 3   |     |     |     | 17    | 12    |
| SWE Suécia                 | 2       |         | 3       | 2       |       |       |       |       |       |       |       |       |       |       | 1   | 1   |     |     | 9     | 7     |
| SUI Suíça                  | 3       | 1       | 1       |         |       |       |       | X     | X     |       |       |       |       |       | 3   | 2   | 1   |     | 13    | 15    |
| TPE Taipé Chinês           |         |         | 1       |         |       |       |       |       |       |       |       |       |       | X     |     |     |     |     | 2     | 2     |
| THA Tailândia              |         |         | 1       |         |       |       |       |       |       |       |       |       |       |       |     |     |     | 1   | 2     | 2     |
| TRI Trinidad e Tobago      |         |         |         |         |       |       | 1     |       |       |       |       |       |       |       |     |     |     |     | 1     | 1     |
| TUN Tunísia                | 1       |         |         |         |       |       |       |       |       |       |       |       |       |       |     |     |     |     | 1     | 1     |
| TUR Turquia                | 2       | 1       |         |         |       |       |       |       |       |       |       |       |       |       |     |     |     |     | 3     | 2     |
| UKR Ucrânia                | 3       | 1       | 1       | 1       |       |       |       |       |       |       | 1     |       |       |       |     | 2   |     |     | 9     | 7     |
| UAE Emirados Árabes Unidos | 1       |         |         |         |       |       |       |       |       |       |       |       |       |       |     |     |     |     | 1     | 1     |
| USA Estados Unidos         | 2       | 2       | 4       | 2       |       | 1     |       |       | X     |       |       |       | X     | X     | 1   | 2   | 3   | 2   | 22    | 21    |
| VEN Venezuela              | 2       | 1       | 1       |         | X     | 2     | 2     |       |       |       |       |       |       | X     |     |     | 1   | 1   | 10    | 9     |
| Total: 75 CON              | 143     | 40      | 67      | 25      | 9     | 27    | 27    | 9     | 18    | 9     | 27    | 27    | 9     | 18    | 50  | 30  | 32  | 16  | 580   | 519   |

Legenda
V – Velocidade individual | VE – Velocidade por equipe | K – Keirin | P – Perseguição | OM – Omnium
E – Corrida de estrada | CR – Contra o relógio
C – Cotas | A – Atletas